# Hinrichtungsbus
Ein Hinrichtungsbus ist ein Fahrzeug für Exekutionen mittels der Giftspritze. Diese Tötungsgeräte wurden in der Volksrepublik China entwickelt und dort vor allem von Schnellgerichten eingesetzt.

## Entwicklung
Die Firma Jinguan („Goldene Krone“) in Sichuan baut Toyota-Busse in Exekutionsfahrzeuge um. Sie will sich die Einrichtung patentieren lassen. Der Bus verfügt über Lederpolster, Stereoanlage und einen kleinen Kühlschrank.  Ein weiteres Modell wird vom chinesischen Autohersteller „Goldener Drachen“ angeboten, welches ebenfalls in Sichuan umgebaut wird.
Laut dem Hersteller sei aufgrund der hohen Kosten eines solchen Busses die Nachfrage nicht sehr groß, aber beständig.

## Technik
Von außen sehen die Fahrzeuge aus wie Krankenwagen.
Die Verurteilten werden im Bus auf einer Liege festgebunden, danach wird ihnen ein tödlicher Giftcocktail gespritzt. Die Prozedur wird auf Video aufgezeichnet. Es sind Sitzbänke für Staatsanwalt und Richter vorhanden, von denen aus sie das Geschehen im hinteren, durch eine schalldichte Wand abgetrennten Teil des Wagens auf einem Bildschirm verfolgen können. Für den Protokollführer steht ein Schreibtisch mit Computer zur Verfügung.
Die eigentliche Hinrichtungskammer ist klinisch kühl eingerichtet. Durch die hintere Wagentür wird das tragbare Exekutionsbett mit dem bereits fixierten Delinquenten auf ein klappbares Stahlgestell geschoben. Daneben sind vier Klappstühle für das Überwachungspersonal angebracht. Im Arbeitsbereich des Scharfrichters zwischen Bett und Trennwand stehen ein Geräteschrank, ein kleines Waschbecken und ein tragbarer Kühlschrank. In ihm wird das Gift aufbewahrt. Die Giftspritze wird auf eine Schiene geschraubt, an der der Arm des Verurteilten festgebunden wird. Der Henker muss so nur noch auf einen Knopf drücken.

## Einsatz in China
China vollstreckt weltweit mit Abstand die meisten Todesurteile. Die genaue Anzahl ist ein Staatsgeheimnis. Schätzungen gingen von 5000 bis 6000 Hinrichtungen im Jahr 2011 aus. Dabei gehören zu den mittlerweile noch 55 Delikten, die das Todesurteil nach sich ziehen können, einige gewaltlose Verbrechen wie Korruption oder Steuerhinterziehung.
Seit 2003 sind Hinrichtungsbusse in China üblich. 19 Busse waren im Jahr 2004 in verschiedenen chinesischen Provinzen in Gebrauch. Traditionell wird in China per Genickschuss hingerichtet; die Giftspritze gewinnt mehr und mehr Fürsprecher.

## Organentnahme
Die Hinrichtungsbusse haben einen weiteren, aus chinesischer Staatssicht erwünschten Effekt: „Das medizinische Personal kann den Exekutierten direkt die Organe entnehmen“. Diese Praxis ist in China üblich und wird international heftig kritisiert. „Die Regierung in Peking betont, die Organentnahme erfolge mit Zustimmung der Verurteilten und ihrer Familien.“ In Wirklichkeit sei dies meistens nicht der Fall, widerspricht Amnesty International.